# 叶黄素类

隐黄质（cryptoxanthin）的化学结构

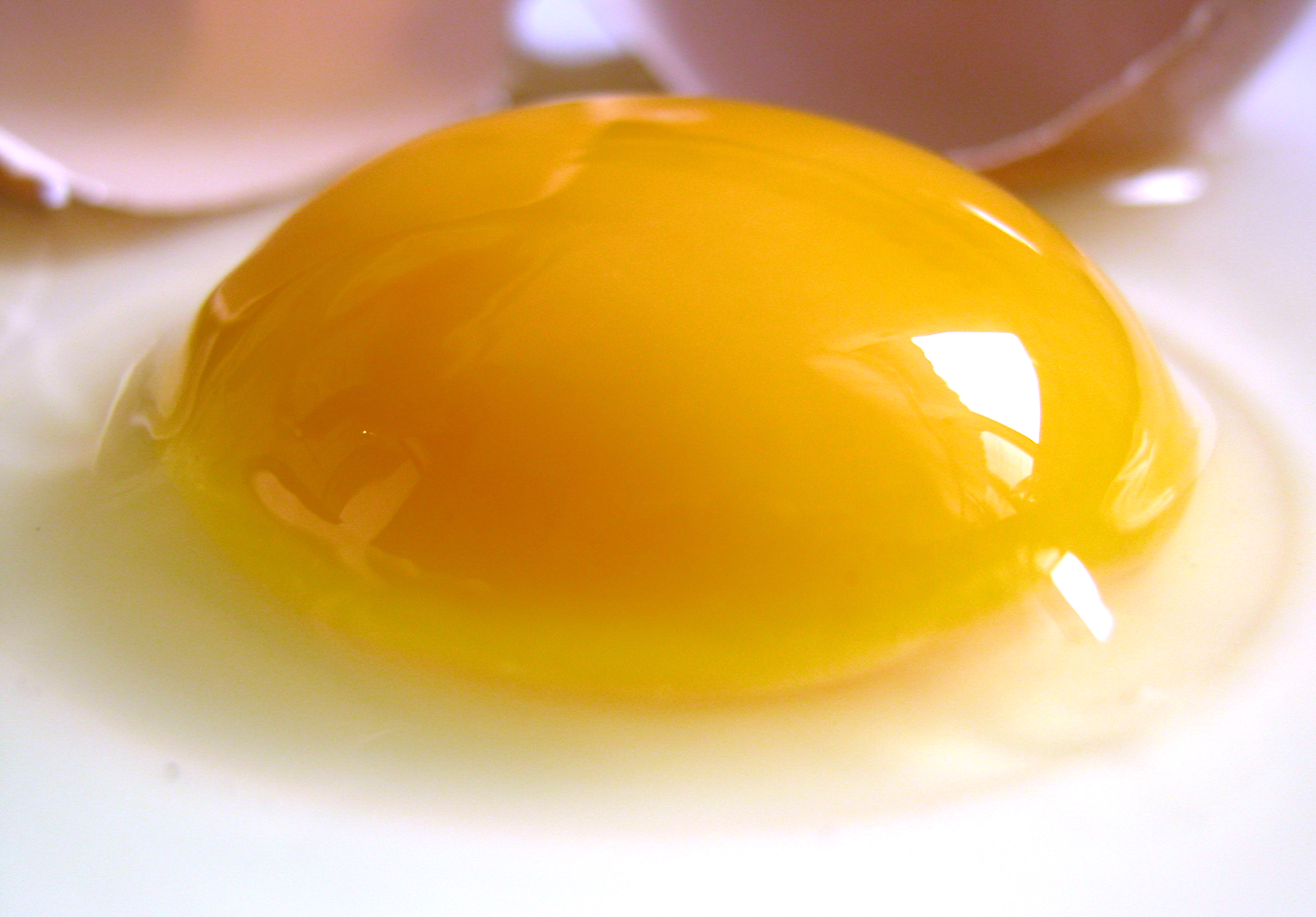
蛋黄的颜色来自属于叶黄素类的叶黄素（lutein）与玉米黄素（zeaxanthin）

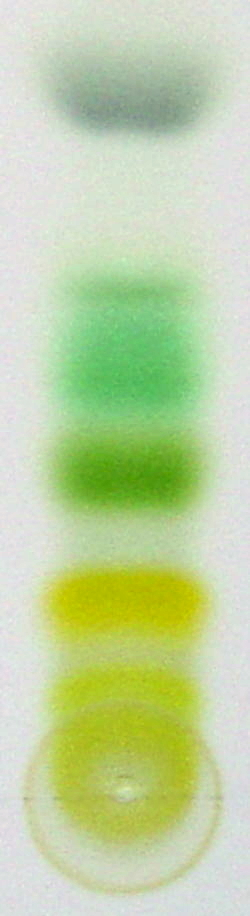
薄层色谱用于分离植物提取物的不同组分，植物色素的这种试验也是色谱法的命名来源。植物的叶黄素类形成了靠近绿色的亮黄色。

叶黄素类 （Xanthophylls，最初也作phylloxanthins） 是一类黄色色素，构成了类胡萝卜素的两大类别之一。分子结构类似于胡萝卜素（也是组成类胡萝卜素的两大类别之一），但叶黄素类的分子包含氧原子，而胡萝卜素是纯粹由碳、氢组成的多烯烃。叶黄素类的分子中的氧原子，或者在羟基中，也可以是氧原子取代两个氢原子而作为一个“桥”（环氧化物）. 因此，叶黄素类的分子具有比烃更大的极性，这种差异使得在色谱分析中把叶黄素类与胡萝卜素分开更为容易。典型的，胡萝卜素比叶黄素类更显橙色。
叶黄素类物质在绿色植物的叶子中被发现具有很大的量，在光合作用中有着重要作用。光合作用时，如果光照过强时，捕获的光能已经使光合能力饱和，并形成了过量的激发态的叶绿素，其所捕获的能量可以传递给叶黄素类物质，最终以分子振动的热耗散。这被称为“非光化学猝灭”（non-photochemical quenching）. 激发态的叶绿素能与氧分子作用产生强氧化的单线态氧，破坏构成光合元件的蛋白、色素和脂类。叶黄素类可猝灭单线态氧，起到保护作用。详见叶黄素类循环。
动物体内的叶黄素类物质，来自其摄入的食物，最终源自植物来源。鸡蛋黄，鸡的脂肪、皮肤的颜色，都是因为其摄入的叶黄素类物质，主要是叶黄素（lutein）的发色效果，因此在鸡饲料中常常添加叶黄素。
人眼视网膜黄斑的颜色，是由于所含有的叶黄素（lutein）与玉米黄素（zeaxanthin），起到人眼吸收蓝光时吸收产生的离子的保护作用。这两种叶黄素类物质都是从人的食物中获得。它们在人眼视觉中不参与感光功能，因为它们不能转化为视黄醛. 
叶黄素类包含很多种物质，如叶黄素（lutein）, 玉米黄素（zeaxanthin）, 新黄质（neoxanthin）, 紫黄素（violaxanthin）, 以及α-隐黄质与β-隐黄质。β-隐黄质是已知叶黄素类的物质中，末端具有β-环的唯一成員，因此β-隐黃质在哺乳动物体内具有维生素A前体活性。即使如此，也只有那些具有相应的酶把β-环的一端转化为视黄醛的哺乳动物，这种物质才是有效的维生素A原。食肉哺乳动物一般不具有这种酶。
哺乳动物之外的某些动物，可以把叶黄素类物质转化为羟基化的视黄醛类似物直接用于视觉。例如，除了某些蝇类的例外，大多数昆虫使用由叶黄素类物质转化的右旋异构-3-羟基视黄醛直接作为感光色素。这意味着β-隐黄质（一端是羟基化的β-环）与其它很多叶黄素类物质，如叶黄素（lutein）、玉米黄素（zeaxanthin），可以作为这些动物视觉用的"维生素A"，但胡萝卜素，如β-胡萝卜素却不能.

## 叶黄素类循环

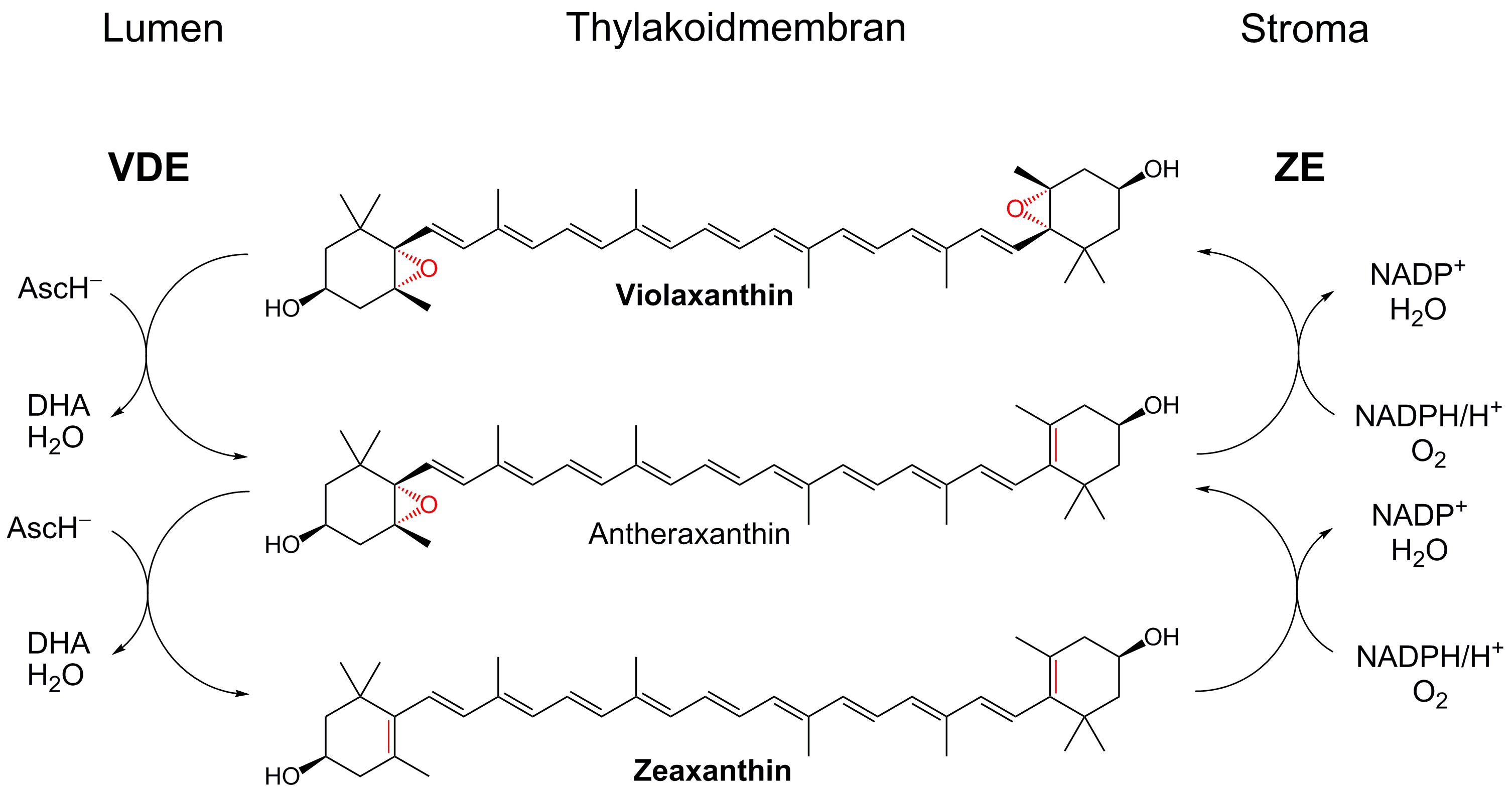
叶黄素类循环

叶黄素类循环（xanthophyll cycle）涉及酶促去除叶黄素类物质（例如紫黄素（violaxanthin）, 花药黄素（antheraxanthin）, 硅甲藻黄素（diadinoxanthin）的环氧基，产生去环氧基叶黄素类（de-epoxidised xanthophyll） ，例如硅藻黄素（diatoxanthin）, 玉米黄素（zeaxanthin）. 这些酶促循环在捕光天线蛋白的激发态能量的热耗散上具有重要功用。称作非光化学猝灭（non-photochemical quenching），这是一种降低到达光合作用中心能量的机制。光化学猝灭是一种对抗光抑制的主要途径.
对于高等植物，有3種叶黄素类的色素在叶黄素类循环中具有活性: 紫黄素, 花药黄素与玉米黄素. 在强光条件下，紫黄素通过中间体花药黄素，酶促去环氧基，转化为玉米黄素，直接保护了类囊体的膜的脂分子不被氧化，同时激发了在捕光复合物蛋白内的非光化学猝灭。玉米黄素环氧酶促进逆反应的进行。
对于硅藻与甲藻，叶黄素类循环的组成色素是硅甲藻黄素，在强光下转化为硅藻黄素 （对于硅藻）或者甲藻黄素 （对于甲藻）. 

## 命名
英文中的习惯命名Xanthophyll，来源于希腊语xanthos （ξανθος, 黄色）+ phyllon （φύλλον, 叶子）, 因为在早期色谱试验时看到叶子色素形成了黄色条带。
在中文中，“叶黄素”这个用法对应于两个不同的英文概念，lutein与Xanthophyll。这常常造成混淆与误用。在著作《类胡萝卜素化学及生物化学》的序言中，是如此分辨这两个概念：
由于它们在人体内不会转化成维生素A， 过去对于类胡萝卜素中番茄红素（Lycopene）和叶黄素（Lutein）的研究较少。后来的研究发现：类胡萝卜素中的含氧类胡萝卜素（叶黄素类，Xanthophylls），可以具有比β-胡萝卜素更高的抗氧化活性,... 
在该书的第八章第二节《万寿菊花中的叶黄素及其制品》，给叶黄素的定义为：
叶黄素是一种类胡萝卜素。其中文习惯命名为叶黄素，英文习惯命名为Lutein，中文系统命名为3,3'-二羟基-β,α-胡萝卜素，英文系统命名为3,3'-di-hydroxy-β,α-carotene，分子式C40H36O2，相对分子质量568.88。
可见，应把Lutein译为叶黄素，把Xanthophylls译为叶黄素类，比较合适。